# Michele Antonioli
Michele Antonioli, né le 31 janvier 1977 à Bormio, est un patineur de vitesse sur piste courte italien.
Il a remporté la médaille d'argent lors des Jeux olympiques d'hiver de 2002 à Salt Lake City aux États-Unis dans l'épreuve du relais sur 5000m. Il a également participé aux Jeux olympiques d'hiver de 1998.

## Palmarès

### Jeux olympiques
- Médaillé d'argent olympique en relais sur 5 000 m aux Jeux olympiques d'hiver de 2002 à Salt Lake City ( États-Unis)